# FC Voluntari
El FC Voluntari es un equipo de fútbol de Rumania que juega en la Liga II, la segunda liga de fútbol más importante del país.

## Historia
Fue fundado en el año 2010 en la ciudad de Voluntari, del Condado Ilfov e iniciaron desde la Liga IV, en donde en la temporada 2012/13 ascendieron a la Liga III; y al año siguiente a la Liga II. Aunque el equipo se hizo más conocido por razones negativas; en agosto de 2015 cuando el argentino Ramiro Costa le hizo dos goles. Tal vez una cifra demasiado humillante para un club profesional. Los defensores en este partido, Cosmin Achim y Bogdan Mitache fueron suspendidos indefinidamente del club y están siendo investigados por corrupción.
En la temporada 2014/15 ganaron el Grupo A de la Liga II y ascendieron a la máxima categoría por primera vez en su historia.

## Palmarés
- Liga II (1): 2014-15
- Liga III (1): 2013-14
- Copa de Rumania (1): 2016-17
- Supercopa de Rumania (1): 2017